# Punto di valore
Il punto di valore è un simbolo usato nelle partiture musicali per aumentare la durata di una singola nota e/o di una pausa.
Si tratta di un puntino nero che viene posto a destra della nota/pausa e ne allunga la durata della metà del suo valore originario.
Il punto di valore può essere sostituito da una "legatura di valore", inserendo una seconda nota che abbia la metà del valore della prima, ma non può a sua volta sostituire la legatura di valore, perché la durata aggiunta dal punto di valore è fissa, mentre la legatura permette di legare due note di qualsiasi durata.
Si possono mettere anche due o tre punti dopo una nota, il secondo aumenterà il valore della nota di metà del primo ed il terzo della metà del secondo.